# Profit brut
În contabilitate și finanțe, profitul brut sau venitul din exploatare  a rentabilității unei firme care exclude dobânda totala
Profitul brut = Venitul - Cheltuieli de funcționare
Venitul din exploatare este diferența dintre venituri și cheltuielile de funcționare, dar uneori este folosit ca un sinonim pentru EBIT (Earnings before interest and taxes) sau profit operațional.
| Declarație de venit — Exemplu (cifre în milioane)   |         |
| Venituri din exploatare                             |         |
| Venituri din vânzări                                | $20,438 |
| Cheltuielile de funcționare                         |         |
| Costul bunurilor vândute                            | $7,943  |
| Cheltuielile de vânzare, generale și administrative | $8,172  |
| Depreciere și amortizare                            | $960    |
| Alte cheltuieli                                     | $138    |
| Total cheltuieli de exploatare                      | $17,213 |
| Câștiguri din exploatare                            | $3,225  |
| Non-venituri din exploatare                         | $130    |
| Câștiguri înainte de dobânzi și impozite (EBIT)     | $3,355  |
| Cheltuieli cu dobândă net / venit                   | $145    |
| Profitul inainte de impozitele pe venit             | $3,210  |
| Impozitele pe venit                                 | $1,027  |
| Venitul net                                         | $2,183  |